# Наґі

35°7′23″ пн. ш. 134°10′39″ сх. д. / 35.12306° пн. ш. 134.17750° сх. д.
Наґі (яп. 奈義町) — містечко в Японії, в повіті Кацута префектури Окаяма.